# Aethes taiwanica
Aethes taiwanica es una especie de polilla del género Aethes, categorizada en la tribu Cochylini, de la subfamilia Tortricinae.

## Distribución
Se distribuye por China.

## Taxonomía
Fue descrita por Razowski en 1977 y publicada en (Aethes cnicana ssp.), Ty to Ga 28: 37.